# 豫让桥街道
豫让桥街道是中华人民共和国河北省邢台市襄都区下辖的一个街道办事处。1998年元月挂牌成立，属邢台县。2011年8月由邢台县划归桥东区托管。2020年6月，豫让桥街道划归襄都区管辖。

## 行政区划
豫让桥街道下辖以下村级行政区划单位：
翟村、新合庄村、辛店村、长信村、白塔村、南王段村、界家屯村、先于村、北张家屯村、三合庄村、永兴村、蔡家屯村、吕家屯村、高家屯村、南张村、北张村和东郭庄村。